# Eishockey in Chemnitz

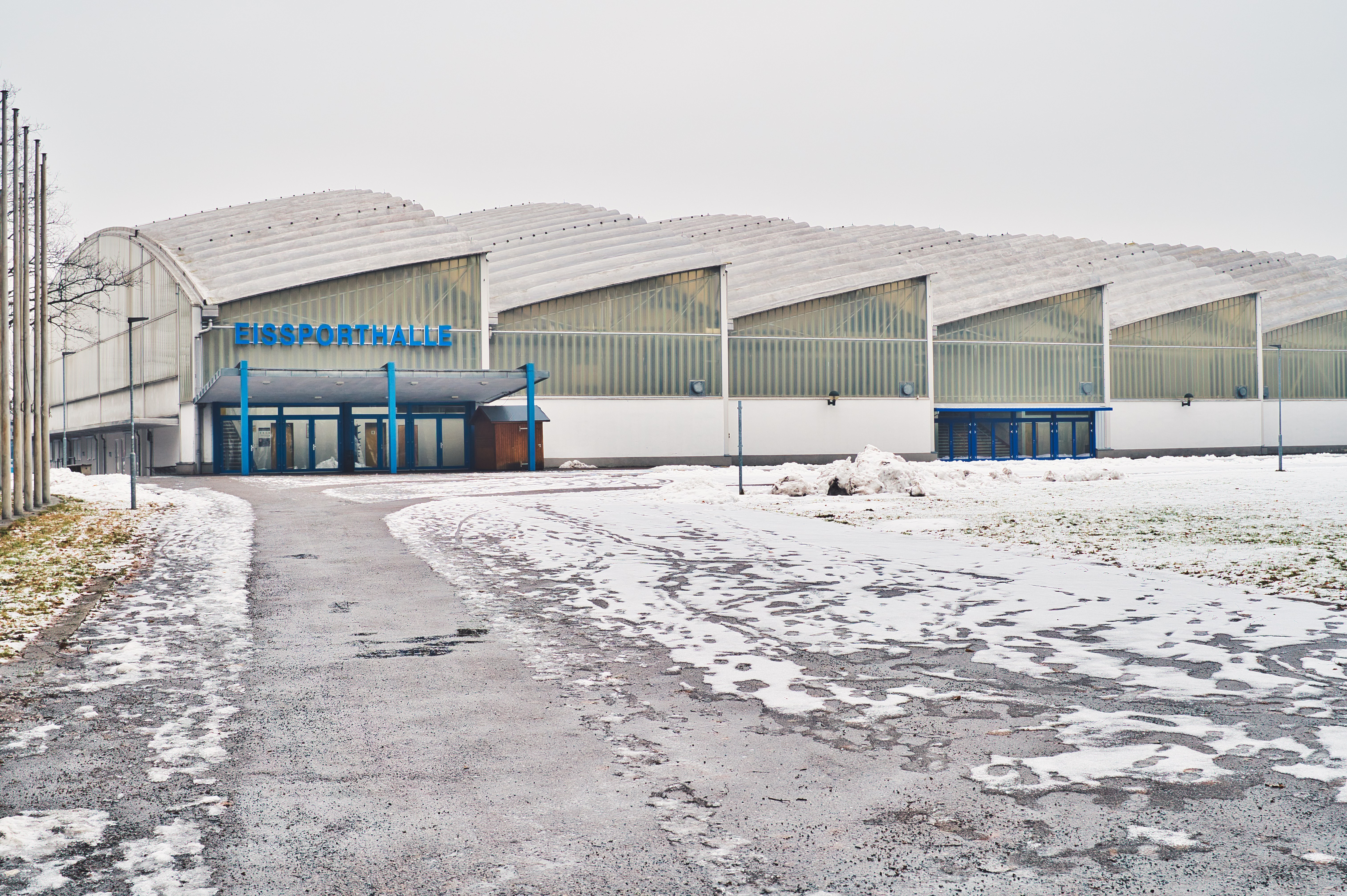

Eishockey wird in Chemnitz seit 1914 gespielt und gehört dort zu den traditionellen Sportarten. Seit 2015 vertritt der ESV 03 Chemnitz die Stadt in der Regionalliga Ost.

## Geschichte

### 1990 bis 2004
Ab 1990 nahm die Universitätssportgemeinschaft Chemnitz den Spielbetrieb auf, wobei die Herren zeitweise in Bayern an der Landesliga teilnahmen. Zusätzlich zum CRSC wurde 1990 der Eislaufverein Chemnitz gegründet, dessen Mannschaft bis 1994 am Spielbetrieb teilnahm. Zwischen 1994/95 und 1996/97 nahmen die Herrenmannschaften beider Vereine als SG Chemnitz am Spielbetrieb teil. Nachdem der EVC Insolvenzantrag stellen musste, wurde für die Fortführung des Spielbetriebs der Chemnitzer Rollsportclub in der USG Chemnitz gegründet.

### 2004 bis 2008
Zum 1. April 2004 schied der CRSC aus der USG Chemnitz aus und wurde als Eis- und Rollsportclub Chemnitz neugegründet. Der Nachwuchs des CRSC wurde ausgelagert in den neugegründeten ESV 03 Chemnitz.
2008 wurde der ESVC als Verein Mitglied im ERC Chemnitz, welcher sich zugleich in ERC Chemnitz 07 umbenannte.

### 2008 bis 2012
In der ersten Saison der neuen Oberliga Ost gehörte der ERV zu den Spitzenteams der Liga und sicherte sich am Ende den zweiten Platz. Damit qualifizierte sich das Team sowohl für den DEB-Pokal 2011/12, als auch für die Aufstiegs-Playoffs zur 2. Bundesliga. In den Playoffs scheiterte der ERV an den favorisierten Teams aus der Oberliga-West. Am Ende wurde der dritte Platz erreicht, da sich der ERV gegen den Nordmeister Rostock durchsetzte.
Nun sollte 2011/12 der eingeschlagene Weg weiter gegangen werden. Mit fünf Siegen in sechs Spielen war der Start in die Liga optimal. Doch dann folgte im Dezember die Hiobsbotschaft einer möglichen Insolvenz. Zusätzlich gab Trainer Manfred Wolf seinen Wechsel zu den Icefighters Leipzig zum Jahresende bekannt. Dennoch blieb das Team zunächst in der Erfolgsspur, musste aber mit vielen Verletzungen kämpfen. So spielten die Wild Boys bis zum letzten Tag noch um Platz 5, mussten sich dann jedoch mit dem siebenten Rang begnügen. In der folgenden Pokalrunde spielte man bis zum Schluss um den Finaleinzug mit, verpasste diesen am Ende aber knapp.

### Neuausrichtung und Umbenennung (ab 2012)

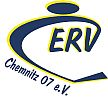
Logo des ERV 07

Nach einer schwierigen Saison 2011/12 richtete sich der Trägerverein ERV 07 neu aus und setzte verstärkt auf junge Spieler sowie eine Kooperation mit Zweitligist Dresdner Eislöwen und den Eispiraten Crimmitschau. In der Saison 2013/2014 folgte André Dietzsch Torsten Buschman auf dem Trainerposten, der als sportlicher Leiter agierte. Nach dem Ende der Saison 2013/14 stellte der ERV 07 einen Antrag auf Eröffnung eines Insolvenzverfahrens. Im Juli 2014 gründete sich mit dem EHC Chemnitz ein neuer Verein. Die von EHC organisierte Mannschaft mit dem Beinamen Chemnitz Crashers nahm unter Torsten Buschmann als Trainer an der Regionalliga Ost teil. Die Nachwuchsmannschaften wurden weiterhin von ESV 03 Chemnitz organisiert. Später erfolgte die Wiedereingliederung der Männermannschaft in den ESV 03 Chemnitz e. V., der seitdem wieder vereint unter dem Namen Crashers bzw. Young Crashers auftritt. 2015 gelang der U19-Mannschaft der Aufstieg in die zweithöchste Spielklasse DNL2.

## Mannschaft

### Trikotdesign Saison 2012/13
| Heimtrikot | Auswärtstrikot |
| ---------- | -------------- |
| Heimtrikot | Auswärtstrikot |

## Nachwuchs
| Mannschaft   | Liga (12/13)                          |
| ------------ | ------------------------------------- |
| Jugend       | DNL2                                  |
| Schüler      | Schüler-Bundesliga (ETC Crimmitschau) |
| Schüler      | Ostdeutsche Meisterschaft             |
| Knaben       | Ostdeutsche Meisterschaft MK 1        |
| Kleinschüler | Ostdeutsche Meisterschaft MK 1        |
| Bambini      | Ostdeutsche Meisterschaft             |

## Spielzeiten

### Herren
| Saison                                 | Liga                   | Klasse | Hauptrunde  | Endrunde          |
| -------------------------------------- | ---------------------- | ------ | ----------- | ----------------- |
| USG Chemnitz                           |                        |        |             |                   |
| 1990/91                                | Sachsen/Thüringen-Liga |        |             |                   |
| 1991/92                                | Sachsenliga            |        | Vizemeister | Vizemeister       |
| 1992/93                                | Bayern Landesliga Nord | VI     | 5.          |                   |
| 1993/94                                | Bayern Landesliga Nord | VI     | 2.          |                   |
| EV Chemnitz                            |                        |        |             |                   |
| 1992/93                                | Landesliga Sachsen     |        | Meister     | Meister           |
| 1993/94                                | Sachsenliga            |        | 3.          | 3.                |
| SG Chemnitz (USG Chemnitz/EV Chemnitz) |                        |        |             |                   |
| 1994/95                                | Bayern Landesliga Nord | V      | 4.          |                   |
| 1995/96                                | Bayern Landesliga Nord | V      | 6.          |                   |
| 1996/97                                | Sachsenliga            |        | Meister     | Meister           |
| Chemnitzer RSC                         |                        |        |             |                   |
| 1997/98                                | Sachsenliga            |        | 2.          | 2.                |
| 1998/99                                | Sachsenliga            |        | 2.          | 2.                |
| 1999/00                                | Sachsenliga            | V      | Meister     | Meister           |
| 2000/01                                | Landesliga Sachsen     | VI     | 3.          | 3.                |
| 2001/02                                | Sachsenliga            | V      | 5.          | 5.                |
| 2002/03                                | Regionalliga Ost       | IV     | 9.          |                   |
| Wild Boys im Chemnitzer RSC            |                        |        |             |                   |
| 2003/04                                | Sachsenliga            | V      | 2.          | 2.                |
| ERC Chemnitz                           |                        |        |             |                   |
| 2004/05                                | Sachsenliga            | V      | 3.          | 3.                |
| 2005/06                                | Sachsenliga            | V      | 3.          | 3.                |
| 2006/07                                | Sachsenliga            | V      | 3.          | 3.                |
| 2007/08                                | Sachsenliga            | V      | Meister     | Meister           |
| Wild Boys im ERV Chemnitz 07           |                        |        |             |                   |
| 2008/09                                | Regionalliga Ost       | IV     | 6.          |                   |
| 2009/10                                | Regionalliga Ost       | IV     | 9.          |                   |
| 2010/11                                | Oberliga Ost           | III    | 2.          | Oberliga-Endrunde |
| 2011/12                                | Oberliga Ost           | III    | 7.          | Pokalrunde        |
| 2012/13                                | Oberliga Ost           | III    | 8.          | Pokalrunde        |
| 2013/14                                | Oberliga Ost           | III    | 7.          | Pokalrunde        |
| Chemnitz Crashers im EHC Chemnitz      |                        |        |             |                   |
| 2014/15                                | Regionalliga Ost       | IV     | 2.          | 2.                |
| Chemnitz Crashers im ESV 03 Chemnitz   |                        |        |             |                   |
| 2015/16                                | Regionalliga Ost       | IV     | 3.          |                   |
| 2016/17                                | Regionalliga Ost       | IV     | 2.          | 2.                |
| 2017/18                                | Regionalliga Ost       | IV     | 6.          |                   |
| 2018/19                                | Regionalliga Ost       | IV     | 4.          | Meisterrunde      |
| 2019/20                                | Regionalliga Ost       | IV     | 4.          | Halbfinale        |
| 2020/21                                | Regionalliga Ost       | IV     | (4.)        |                   |
| 2021/22                                | Regionalliga Ost       | IV     | 3.          | Halbfinale        |
| 2022/23                                | Regionalliga Ost       | IV     | 3.          | Meister           |
| 2023/24                                | Regionalliga Ost       | IV     | 3.          | Finale            |
| 2024/25                                | Regionalliga Ost       | IV     | 4.          | Halbfinale        |

#### 2. Mannschaften
| Saison  | Liga               | Klasse | Platzierung | Mannschaft                        |
| ------- | ------------------ | ------ | ----------- | --------------------------------- |
| 1992/93 | Sachsenliga        |        | 3.          | USG Chemnitz                      |
| 1993/94 | Sachsenliga        |        |             | SG USG Chemnitz 1b/EHV Schönheide |
| 1995/96 | Sachsenliga        |        |             | SG Chemnitz 1b                    |
| 2001/02 | Landesliga Sachsen | VI     |             | Chemnitzer RSC 1b                 |
| 2002/03 | Sachsenliga        | V      |             | Chemnitzer RSC 1b                 |
| 2008/09 | Sachsenliga        | V      |             | SG SV Rudelswalde/ERC Chemnitz 07 |

### Damen
| Saison  | Liga                 | Platzierung | Mannschaft                   |
| ------- | -------------------- | ----------- | ---------------------------- |
| 2002/03 | Landesliga Thüringen |             | Wild Girls im Chemnitzer RSC |

## Spielstätte
Ihre Heimspiele tragen die Mannschaften der Chemnitz Crashers und der Young Crashers in der Eissporthalle im Jutta-Müller-Eissportzentrum in Chemnitz aus, welche 1954/1955 errichtet und 1964/1965 überdacht wurde. Das Fassungsvermögen der Halle beträgt 3850 Sitzplätze. Das zuvor als Eissportzentrum im Küchwald bekannte Gelände wurde am 9. März 2024 nach der zuvor verstorbenen Chemnitzer Eiskunstläuferin Jutta Müller benannt.

### Geschichte der Eissporthalle
- 1950 – Fertigstellung der Naturfläche Rollstadion
- 1954/55 – Bau einer Kunsteisfläche am Standort der heutigen Eissporthalle
- 1964/65 – Überdachung der Kunsteisfläche mit Platz für ca. 2500 Besucher
- 1972 – Inbetriebnahme der Trainingshalle, Eisschnelllaufbahn und neuer Kälteanlage
- 1973 – Grundlegende Sanierung der Eissporthalle (u. a. 4200 Plätze)
- 1982 – Umfangreiche Baumaßnahmen an der Eisschnelllaufbahn in Vorbereitung der 41. Weltmeisterschaften im Mehrkampf der Damen
- 1984/85 – Bau der Athletikhalle, der Sportmedizinischen Abteilung und des Internats
- 1994 – Bau einer modernen Rollsportanlage für Rollhockey, Rollkunstlauf sowie Schul – und Breitensport als Freifläche auf der ersten angelegten Naturfläche von 1950
- ab 1995 – kontinuierliche Modernisierung der Sport – und Sozialeinrichtungen auf dem Gelände des Eisstadions am Küchwald
- 1998 – die Eissport und Freizeit GmbH Chemnitz wird gegründet
- ab 1999 Beginn weiterführender Baumaßnahmen zur Erhöhung des Sport – und Freizeitwertes der Einrichtungen (z. B. Schlittschuhservice, Einbau weiterer neuer Sitzschalen (jetzt 3850 Plätze), Einsatz neuer Eisbearbeitungsmaschinen, Sanierung des Parkplatzes)

## Vereinsinterne Rekorde
| Rekordspieler |                  |        |
| Platz         | Spieler          | Spiele |
| 1.            | Michael Stiegler | 181    |
| 2.            | Toni Uhlig       | 168    |
| 3.            | Tobias Rentzsch  | 158    |

| Top-Scorer |                |                       |
| Platz      | Spieler        | Punkte (Tore/Assists) |
| 1.         | Karel Novotny  | 347 P. (217/130)      |
| 2.         | Jaroslav Kus   | 325 P. (193/132)      |
| 3.         | Michal Vymazal | 208 P. (67/141)       |

| Top-Torschützen |               |      |
| Platz           | Spieler       | Tore |
| 1.              | Karel Novotny | 217  |
| 2.              | Jaroslav Kus  | 193  |
| 3.              | Petr Hrbek    | 93   |

| Top-Vorlagengeber |                |          |
| Platz             | Spieler        | Vorlagen |
| 1.                | Michal Vymazal | 141      |
| 2.                | Jaroslav Kus   | 132      |
| 3.                | Karel Novotny  | 130      |

| Strafminuten |                  |         |
| Platz        | Spieler          | Minuten |
| 1.           | Sebastian Hammer | 450     |
| 2.           | David Seidl      | 280     |
| 3.           | Michael Stiegler | 258     |

| Zuschauerrekord |                        |                          |
| Platz           | Gegner                 | Zuschauer (Datum)        |
| 1.              | ETC Crimmitschau 1b    | 1862 (29. Januar 1999)   |
| 2.              | ECC Preussen Berlin 1b | 1848 (3. Dezember 2016)  |
| 3.              | ELV Tornado Niesky     | 1795 (17. Dezember 2016) |